# Lorenzo Martínez Gómez
Lorenzo Martínez Gómez (Saltillo, Coahuila, 1951-Cuernavaca, Morelos, 2020) fue un físico, catedrático, investigador y académico mexicano. Se ha especializado en la investigación de técnicas para el control de la corrosión, principalmente mediante la aplicación de sistemas de protección catódica.

## Estudios y docencia
Inició sus estudios profesionales en ingeniería mecánica eléctrica en el Instituto Tecnológico y de Estudios Superiores de Monterrey ITESM) en 1969, sin embargo cambió de idea y concluyó una licenciatura en física (1973), una maestría (1979) y un doctorado (1980) en la Facultad de Ciencias de la Universidad Nacional Autónoma de México (UNAM). Realizó un posdoctorado en el Departamento de Ciencia e Ingeniería en Materiales de la Universidad Stanford de 1980 a 1981.  
Es profesor e investigador del Instituto de Ciencias Físicas de la UNAM con sede en Cuernavaca, Morelos. Ha dirigido 14 tesis doctorales de investigadores en ingeniería de materiales y corrosión de la Universidad Nacional Autónoma de México y de la Universidad Autónoma del Estado de Morelos. 

## Investigador y académico
Después del terremoto de México de 1985 colaboró en la creación de nuevas normas sobre el acero de refuerzo empleado en la construcción. Ha contribuido en el análisis de fallas de ductos submarinos. Cuenta con una certificación internacional como especialista en protección catódica CP4 otorgada por la sociedad NACE International, de la cual preside la Región Latinoamericana. Es miembro de la Academia Nacional de Ingeniería, de la Academia Mexicana de Ciencias y del Consejo Consultivo de Ciencias de la Presidencia de la República. Fue miembro fundador de la Sociedad Mexicana de Materiales.
Fue presidente de la Academia Mexicana de Ciencia de Materiales de 1995 a 1997 y es miembro de la Academia de Ciencias de Morelos.

## Obras publicadas
Ha sido miembro de los consejos editoriales de las revistas Journal of Metal, Acta Materialia, Scripta Materialia y International Materials Reviews . Ha escrito más de 150 artículos que han sido publicados en las revistas internacionales Corrosion Science, Materials Performance, Journal of Corrosion, British Corrosion Journal y Materials Engineering and Performance, entre algunos de ellos se encuentran:
- “Lessons in Welding from the Mexico City Earthquake” para Welding Journal en 1987.
- “Computational simulations of the molecular structure and corrosion properties of amidoethyl, aminoethyl and hydroxyethyl imidazolines inhibitors”, para Corrosion Science en 2006.
- “Hybrid CP System for an Airport Jet Fuel Pipeline” para Materials Performance en 2009.
- “Pipeline Survey in Mexico Reveals Need for 100-mV Polarization CP Criterion” para Materials Performance en 2009.
- “The Human Factor”, para World Pipelines en 2012.

Sus artículos han sido citados en más de 500 ocasiones. Martínez Gómez es, además, autor del libro Acero, publicado por el Fondo de Cultura Económica, libro de divulgación científica cuyas ventas superaron los 25 000 ejemplares.

## Premios y distinciones
- Premio Nacional de Ciencias y Artes en el área de Tecnología y Diseño otorgado por la Secretaría de Educación Pública en 1992.
- Premio de Ciencia y Tecnología otorgado por la Organización de Estados Americanos (OEA).
- Beca Guggenheim otorgada por la John Simon Guggenheim Memorial Foundation.
- Investigador Nacional de Excelencia por el Sistema Nacional de Investigadores del Consejo Nacional de Ciencia y Tecnología.